# 인제대학교 상계백병원
인제대학교 상계백병원은 인제대학교 부속 종합병원이다. 서울특별시 노원구 동일로 1342에 위치하고 있다.

## 설립목표
- 의학연구의 향상
- 균형된 의료혜택에의 기여
- 인재 양성을 위한 장학제도 구현
- 의료기술로 사회발전에 이바지

## 연혁
- 1989년 8월 상계백병원 진료 시작
- 1989년 10월 상계백병원 개원식
- 1996년 10월 상계백병원 증축 (지하3층, 지상19층)
- 2004년 5월 응급센터 리모델링 오픈
- 2004년 6월 제2별관 오픈

## 같이 보기
- 인제대학교
- 인제대학교 서울백병원
- 인제대학교 부산백병원
- 인제대학교 일산백병원
- 인제대학교 해운대백병원
- 백인제